# L'Atenaide

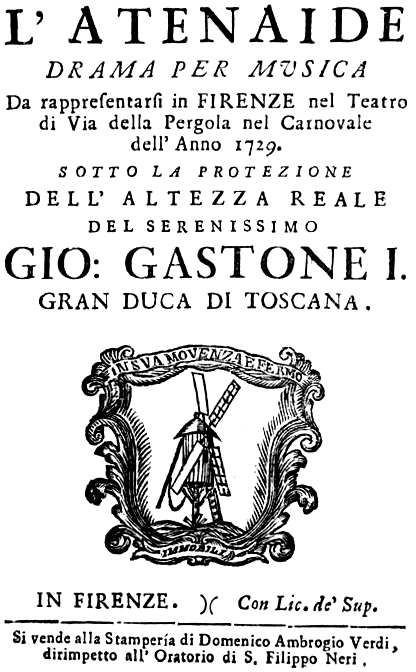
Première page du livret de L'Atenaide, Florence, 1729.

L'Atenaide (RV 702) est un opera seria (dramma per musica) en trois actes d'Antonio Vivaldi sur un livret d'Apostolo Zeno écrit une vingtaine d'années avant la création de Vivaldi.
L'intrigue, très compliquée, repose sur l'histoire, très romancée, de l'impératice byzantine Eudoxie, épouse de Théodose II.
La première représentation eut lieu le 29 décembre 1728 au Teatro della Pergola à Florence. Parmi les chanteurs de cette première représentation figurait la mezzo-soprano Anna Girò, chanteuse favorite du compositeur. Montesquieu, alors en voyage en Italie, y assista. L'Atenaide fut mal accueilli par le public florentin.
Cet opéra présente une grande richesse musicale, notamment par le grand nombre d'arias, dont une partie fut composée spécifiquement pour l'occasion, mais d'autres repris d'opéras antérieurs et qui avaient connu un grand succès comme le fameux nel profondo repris de Orlando Furioso.

## Personnages
| Rôle      | Voix               | Création (29/12/1728)   |
| --------- | ------------------ | ----------------------- |
| Atenaide  | soprano            | Maria Giustina Turcotti |
| Teodosio  | soprano castrat    | Gaetano Valletta        |
| Pulcheria | mezzo-soprano      | Anna Girò               |
| Marziano  | contralto travesti | Anna Maria Faini        |
| Varane    | contralto travesti | Elisabetta Moro         |
| Leontino  | ténor              | Annibale Pio Fabri      |
| Probo     | ténor              | Gaetano Baroni          |

## Discographie
- Premier enregistrement mondial en 2007 (Naïve) au Teatro della Pergola à Florence, lieu même de la première représentation en 1728 - Modo Antiquo dir. Federico Maria Sardelli - Sandrine Piau (Atenaide/Eudossa), Vivica Genaux (Teodosio), Guillemette Laurens (Pulcheria), Romina Basso (Varane), Nathalie Stutzmann (Marziano), Paul Agnew (Leontino), Stefano Ferrari (Probo)